# Parco nazionale di Zion
Il Parco nazionale di Zion (in inglese Zion National Park) è situato nel sud-ovest degli Stati Uniti, nello stato dello Utah. Ha una superficie di 593 km² e un'altitudine che va dai 1 128 metri s.l.m. del letto del torrente Coalpits ai 2 660 metri del monte Horse Ranch.
Cuore del parco è il canyon di Zion, una gola lunga 24 km e profonda 800 m, scavata dal ramo settentrionale del Virgin River (North Fork Virgin River). Nel 1909, al fine di proteggere il canyon, fu istituito il Monumento nazionale Mukuntuweap, trasformato nel Parco nazionale di Zion nel 1919. La sezione dei Kolob Canyons, dichiarata monumento nazionale nel 1937 e inizialmente distinta dal parco, ne divenne parte nel 1956.
Il Parco nazionale di Zion protegge un ambiente unico dove si incontrano imponenti formazioni rocciose e profonde gole incise e modellate dalla forza delle acque del fiume Virgin e dei suoi affluenti. L'azione erosiva dell'acqua ha messo a nudo l'antichissima storia geologica di questa regione, che può essere letta nelle pareti di roccia dei canyon. La varietà di ambienti naturali fa sì che la flora e la fauna siano estremamente variegate. Comprendono numerose specie a rischio di estinzione, che nel parco sono protette e tutelate. Oltre alle ricchezze naturali, il parco vanta numerose tracce della presenza millenaria dell'uomo.
Il nome Zion, adottato ufficialmente per designare il canyon nel 1918, viene fatto risalire a Isaac Behunin, uno dei primi coloni mormoni insediatisi nel canyon nel 1863, il quale riteneva di aver trovato in quel luogo la Sion descritta dal profeta Isaia nella Bibbia. Nomi di derivazione biblica hanno anche molte delle formazioni di roccia che costituiscono le principali attrazioni del parco: i Templi della Vergine, la Sentinella, i Tre Patriarchi devono infatti i loro nomi ad un pastore metodista che visitò l'attuale zona del parco nel 1916.

## Geografia

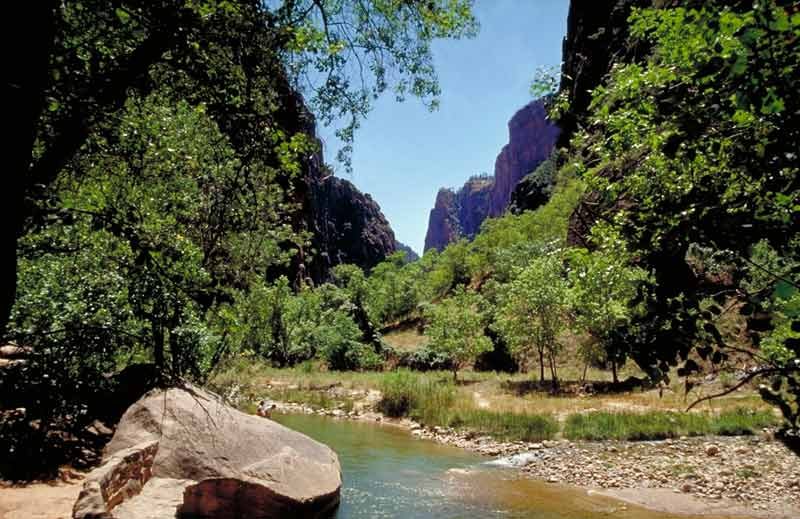
Il Virgin River scorre sul fondo dello Zion Canyon

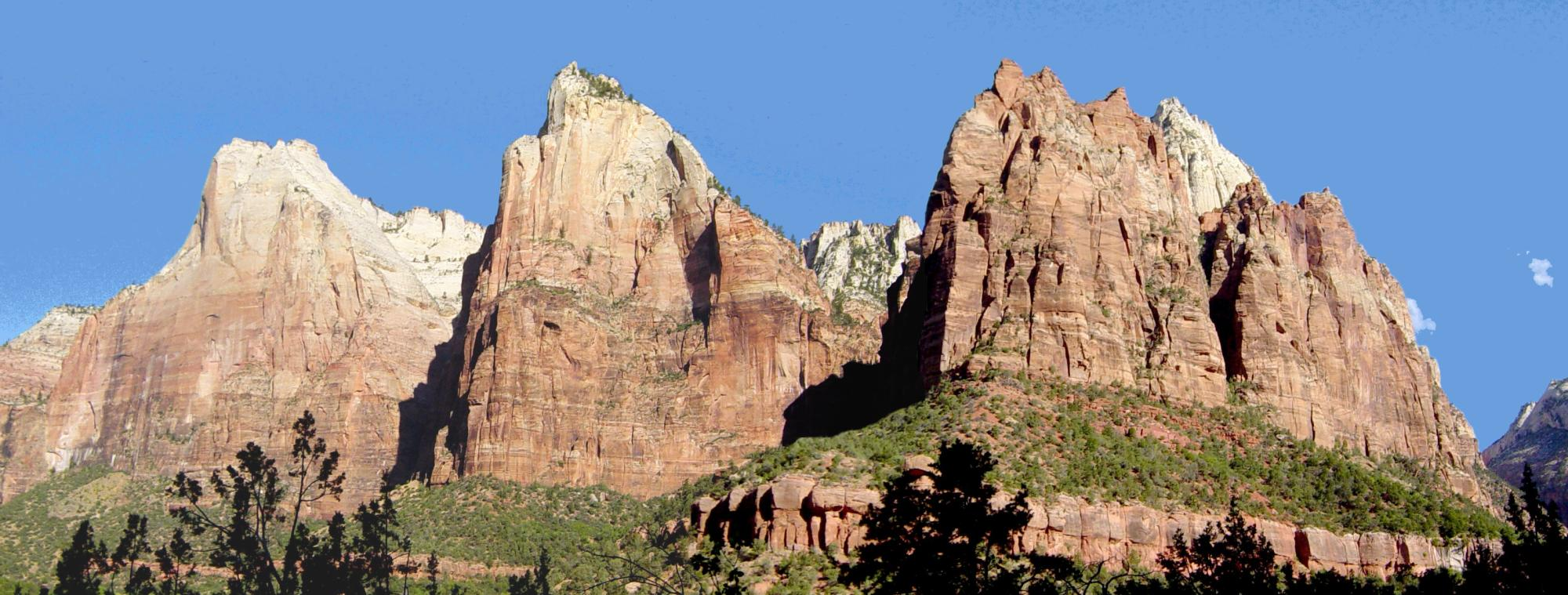
I picchi dei Tre Patriarchi

Il Parco nazionale di Zion è situato nella parte sud-occidentale dello Utah, nelle contee di Washington, Iron e Kane. Si estende negli altopiani Markagunt e Kolob, nel punto d'incontro di tre regioni geografiche del Nord America: l'altopiano del Colorado, il Gran Bacino e il deserto del Mojave. La parte nord-occidentale del parco costituisce la sezione dei Kolob Canyons.
L'altitudine varia tra i 1117 m sul fondo del torrente Coalpits e i 2660 m del monte Horse Ranch, con un dislivello di circa 1500 m.
Il Virgin River nasce a 2700 m e confluisce nel lago Mead dopo aver percorso 320 km in direzione sud-ovest, con un dislivello di 2400 m. Una pendenza variabile tra 0,9% e 1,5% fa del Virgin River uno dei corsi d'acqua con la maggior pendenza in tutto il Nord America.
La strada che si inoltra nello Zion Canyon è lunga 9,6 km e termina al Tempio di Sinawava (il nome fa riferimento al dio coyote degli indiani Paiute). In questo punto il canyon si restringe e la strada lascia il posto ad un sentiero che prosegue fino all'imboccatura delle Gole di Zion (in inglese Zion Narrows), una spettacolare forra con pareti alte 30 m e distanti tra loro dai 12 m ai 30 m.
Oltre alle Gole di Zion il parco offre numerosi altri luoghi di grande interesse.
Nel settore orientale vi sono le formazioni di Checkerboard Mesa e dell'East Temple e uno dei percorsi più conosciuti, il sentiero di Canyon Overlook.
Nella parte occidentale del parco si trovano il Tunnel, un noto sentiero lungo una stretta gola, e il punto panoramico di Lava Point.
Nella sezione dei Kolob Canyons, nella parte nord-occidentale, non lontano da Cedar City, si trova uno dei più grandi archi di roccia al mondo, il Kolob Arch.

### Clima

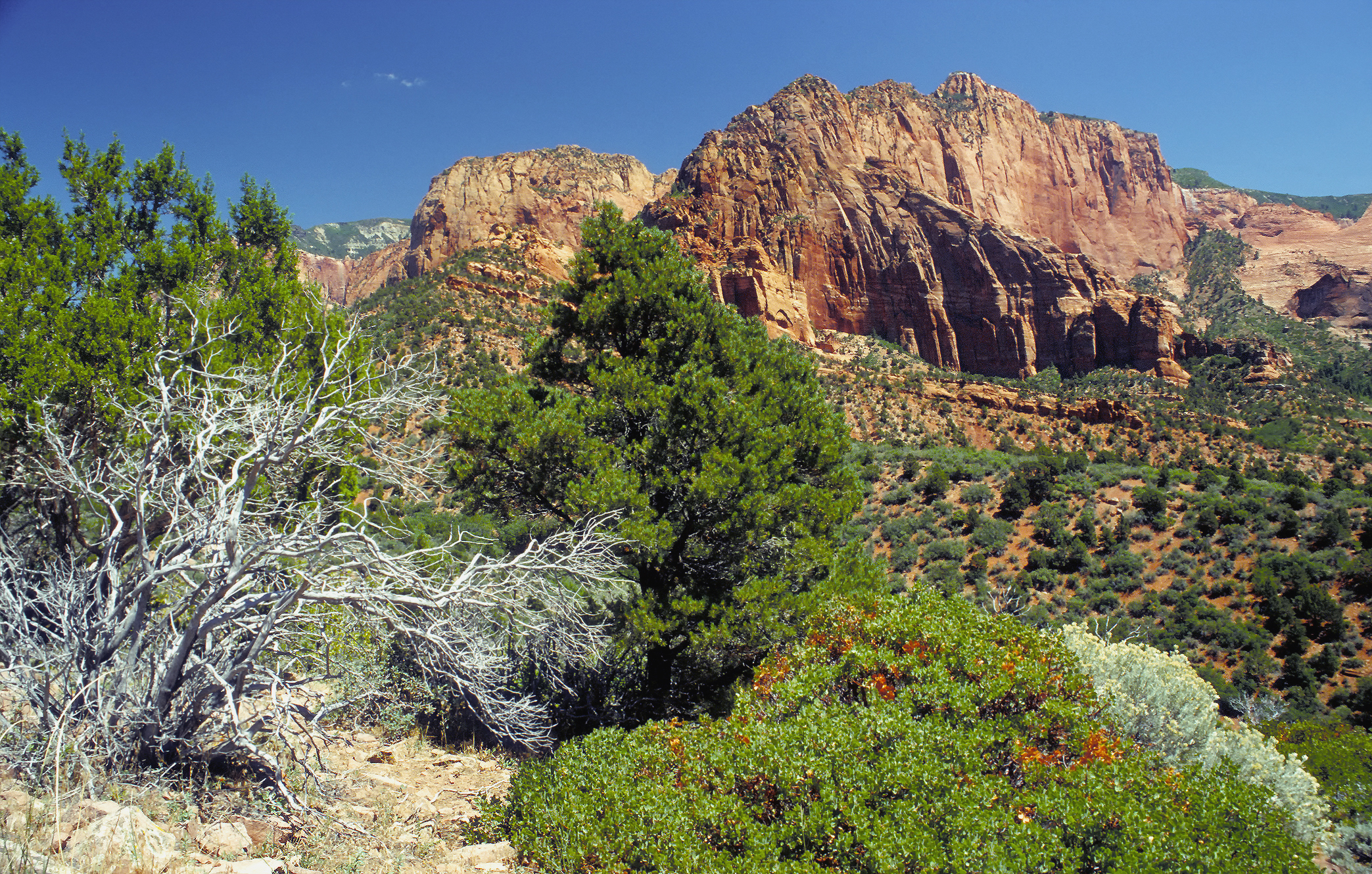
Panorama nei Kolob Canyon, nella zona nordoccidentale del Parco.

In primavera le condizioni meteorologiche sono estremamente variabili, con prevalenza di giornate con tempo perturbato e umido, alternate a giornate calde e soleggiate. Le precipitazioni sono più abbondanti nel mese di marzo. La fioritura primaverile avviene da aprile a giugno e raggiunge il massimo nel mese di maggio.
D'estate la temperatura diurna oscilla tra 35 °C e 43 °C ma di notte il termometro scende a 18-20 °C. Da metà luglio a metà settembre sono frequenti temporali pomeridiani, che possono causare piene improvvise nei corsi d'acqua.
In autunno le giornate sono di solito serene e calde mentre le notti sono fresche. Alle quote più elevate gli alberi assumono i colori autunnali nel mese di settembre, mentre nel fondo dello Zion Canyon la stagione autunnale inizia ad ottobre inoltrato.
All'interno del canyon gli inverni sono solitamente miti, con possibilità di pioggia e lievi nevicate. Alle quote più elevate le nevicate sono invece abbondanti. Con tempo sereno le temperature sono miti, raggiungendo i 16 °C durante il giorno. Le temperature notturne possono invece oscillare tra −7 °C e 4 °C. Le perturbazioni invernali possono durare alcuni giorni e rendere le strade impraticabili a causa del ghiaccio.

## Storia
Benché i primi esploratori di origine europea abbiano scoperto lo Zion Canyon soltanto nel XIX secolo, la storia del popolamento umano di questa regione risale a migliaia di anni fa. Gli archeologi hanno suddiviso il lungo arco temporale in cui si è sviluppata la presenza umana a Zion in quattro periodo culturali, ciascuno contraddistinto da particolari adattamenti tecnologici e sociali.

### Periodo arcaico
I primi popoli che vissero nella zona furono nomadi che quasi 12 000 anni fa cacciavano grossi animali come mammut e bradipi giganti, di cui non sono ormai rimaste che poche tracce. Quando si estinsero i grossi mammiferi circa 8 000 anni fa, piccoli gruppi familiari dediti alla caccia di animali di medie dimensioni e all'agricoltura stabilirono nella zona i loro accampamenti, nella regione dello Zion Canyon. Circa 2 600 anni fa, alcuni gruppi iniziarono a coltivare il mais e altre piante, e si stanziarono stabilmente nell'area. In questa stessa epoca altri gruppi costruirono i primi villaggi (chiamati pueblo). Gli archeologi chiamano questo periodo Età arcaica e la fanno durare fino al 500 d.C. Cesti, reti di corda e sandali in fibra di yucca sono stati ritrovati nei luoghi di antichi insediamenti e attribuiti a questo periodo. Gli utensili dell'Età arcaica comprendono coltelli di selce, trapani e punte di freccia. Le punte di freccia venivano fissate ad aste di legno che venivano lanciate mediante propulsori chiamati atlatl.
Attorno al 300 d.C., da alcuni gruppi di questa Età arcaica si svilupparono i primi Anasazi seminomadi, denominati fabbricanti di cesti (in inglese Basketmakers). Nei siti di queste popolazioni si trovano i resti di costruzioni a pozzo parzialmente interrate, adibite a magazzini e abitazioni. Si trattava di cacciatori e raccoglitori che integravano la loro dieta con una limitata agricoltura.

### Anasazi e Fremont

Diffusione dei Fremont e degli Anasazi, che vissero nella zona dell'attuale parco fino al XIII secolo.

Nell'arco di 200 anni gli Anasazi, inizialmente seminomadi, diventarono la prima popolazione stanziale dedita all'agricoltura nella zona. Lungo la valle del Virgin River essi costruirono piccoli villaggi, che tuttavia non raggiunsero mai le dimensioni dei pueblo osservabili ad esempio a Mesa Verde. Questi villaggi erano costruiti all'interno di rientranze della roccia prospicienti il fiume, in modo tale da poter controllare i terreni coltivati posti più in basso lungo le rive. Gli archeologi chiamano queste popolazioni Anasazi del Virgin River (Virgin Anasazi), per mettere in evidenza le particolarità di adattamento di questa cultura rispetto agli Anasazi di altre aree.
Nello stesso periodo, popolazioni della cultura di Fremont erano insediate nella sezione settentrionale del parco. Svilupparono una cultura simile a quella degli Anasazi, dalla quale si mantenne tuttavia distinta. Solo nella zona dei Kolob Canyons alcuni reperti testimoniano che vi siano stati dei contatti tra queste due culture.
Tanto gli Anasazi quanto i Fremont praticavano un'agricoltura basata sulla coltivazione del mais. Nei siti dei loro insediamenti sono stati rinvenuti numerosi reperti di manufatti in terracotta.
Verso il 1300 d.C. gli Anasazi del Virgin River e i Fremont abbandonarono la regione. I motivi della loro scomparsa non sono chiari, tuttavia si ritiene che possano essere stati spinti a migrare a causa di periodi di siccità seguiti da gravi alluvioni che compromisero la loro economia agricola.

### Età proto-storica
Dopo la scomparsa degli Anasazi e dei Fremont, nella valle del Virgin River, a sud dello Zion Canyon vissero per centinaia di anni i Parrusit e altre tribù meridionali di indiani Paiute. La tradizione e le testimonianze archeologiche confermano che si trattava di popolazioni affini agli Anasazi del Virgin River, che parlavano una lingua della famiglia Numi. I Parrusit si spostavano stagionalmente lungo la valle alla ricerca di semi selvatici e noci, integrando la loro dieta con la caccia e l'allevamento. Questa fase del popolamento della regione che va dal 1300 a.C. alla fine del Settecento è definito periodo neo-arcaico.
I ritrovamenti confermano che i Parrusit veneravano i grandi monoliti e le acque turbinose nello Zion Canyon. Essi credevano che i monoliti fossero responsabili dei corsi d'acqua e delle sorgenti con le quali comunicavano mediante le rocce, gli animali, l'acqua e le piante che vivevano nella regione. Alcuni gruppi di Paiute meridionali visitano tutt'oggi questi luoghi all'interno del parco per praticare antiche cerimonie e raccogliere piante.

### Periodo storico

#### Prima esplorazione
Il periodo storico inizia alla fine del XVIII secolo con l'esplorazione dello Utah meridionale e i primi stanziamenti di genti di origine europea. I frati francescani Escalante e Dominguez passarono nei pressi del luogo in cui oggi sorge il centro visitatori di Kolob Canyons il 13 ottobre 1776 e furono i primi uomini bianchi a visitare la regione di cui si abbia notizia. Nel 1828 un cacciatore di pellicce, Jedediah Smith, guidò una spedizione di 16 uomini per esplorare l'area cercando una pista verso la California. Queste e altre esplorazioni che avevano come punto di partenza il Nuovo Messico, diedero vita alla Vecchia pista spagnola (in inglese Old Spanish Trail) che correva lungo un tratto del Virgin River. Il capitano John C. Fremont scrisse dei suoi viaggi nella regione nel 1844.

#### Pionieri mormoni e la spedizione Powell

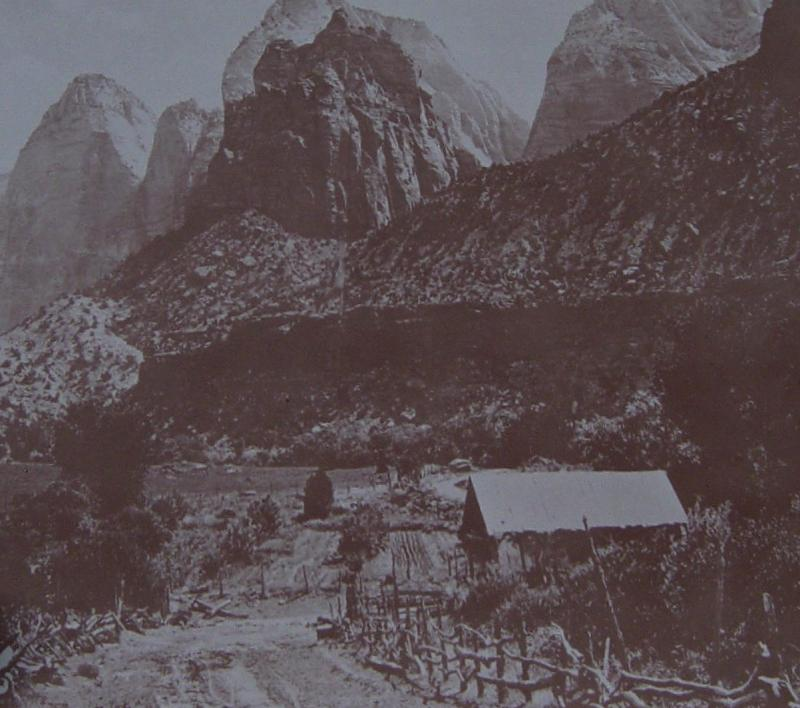
Il Crawford Ranch nel fondo dello Zion Canyon

A partire dal 1847 coloni mormoni, provenienti dalla regione del Gran Lago Salato, furono i primi bianchi a stabilirsi nella valle del Virgin River. Nel 1851 i coloni insediatisi presso Parowan e Cedar City utilizzavano la zona dei Kolob Canyons per il legname e il pascolo di bovini, ovini e cavalli. Essi esplorarono la regione alla ricerca di depositi minerari e deviarono i corsi d'acqua per irrigare i campi nella valle sottostante. Questi coloni mormoni chiamarono la regione Kolob, nome di una stella che, nei loro testi sacri, è la più vicina alla residenza di Dio.
Nel 1858 essi si erano spinti 30 miglia più a sud verso il basso corso del Virgin River. In quello stesso anno una guida Paiute accompagnò un giovane missionario e interprete mormone, Nephi Johnson, fino all'alto corso del fiume e allo Zion Canyon. Johnson scrisse una relazione della sua esplorazione descrivendo le potenzialità agricole dell'alto bacino del fiume. Alla fine dello stesso anno tornò nell'area per fondare la città di Virgin. Tra il 1860 e il 1861 giunsero numerosi coloni che fondarono le città di Rockville e Springdale. Tuttavia l'attività agricola nell'alto corso del Virgin River si rivelò ardua e altamente rischiosa per una serie di alluvioni con effetti catastrofici (soprattutto la Grande Alluvione del 1861-1862), per la scarsità e la povertà dei terreni arabili.
Nel 1861 o 1862, Joseph Black si inoltrò nello Zion Canyon e restò profondamente impressionato dalla sua bellezza. Inizialmente i suoi racconti e le sue descrizioni del canyon furono considerati un'esagerazione, tanto che i vicini di Black cominciarono a chiamare ironicamente il canyon "Gloria di Joseph". Nel 1863 si insediò nel fondo dello Zion Canyon Isaac Behunin, per coltivarvi mais, tabacco e alberi da frutta. La famiglia Behunin viveva nel canyon, nel luogo in cui oggi si trova lo Zion Lodge, durante l'estate, mentre tornava a Springdale per l'inverno. Si ritiene che sia da attribuire ad Isaac Behunin il nome di Zion, che nella Bibbia indica un luogo di rifugio e di pace.
Altre due famiglie si insediarono nello Zion Canyon nei due anni successivi, introducendovi bestiame e altri animali domestici. Lo sfruttamento agricolo del canyon continuò fino all'istituzione del monumento nazionale nel 1909.
La spedizione di John Wesley Powell entrò nella regione nel 1869 dopo il suo primo viaggio attraverso il Grand Canyon. Powell vi ritornò nel settembre del 1872 e percorse il ramo orientale del Virgin River (Parunaweap Canyon) fino alla città di Shunesberg. Si ritiene che abbia dato il nome di Mukuntuweap allo Zion Canyon, avendo erroneamente ritenuto che quello fosse il nome con cui il canyon era chiamato dai Paiute. Nello stesso anno il geologo Grove Karl Gilbert scese lungo il ramo settentrionale del fiume, dal lago Navajo allo Zion Canyon, e fu dunque il primo a descrivere le Gole di Zion. Probabilmente va attribuito a lui il nome di questo spettacolare tratto del canyon.
I fotografi al seguito della spedizione di Powell, Jack Hillers e James Fennemore, visitarono per la prima volta lo Zion Canyon e l'altopiano di Kolob nella primavera del 1872. Hillers vi tornò nell'aprile del 1873 e raccontò di aver camminato immerso nell'acqua sul fondo del canyon per quattro giorni e di essere quasi morto assiderato per poter scattare le sue fotografie. Il geologo Clarence Dutton fece in seguito un rilievo cartografico della regione e l'artista William H. Holmes ne ritrasse i paesaggi.

#### Istituzione del parco

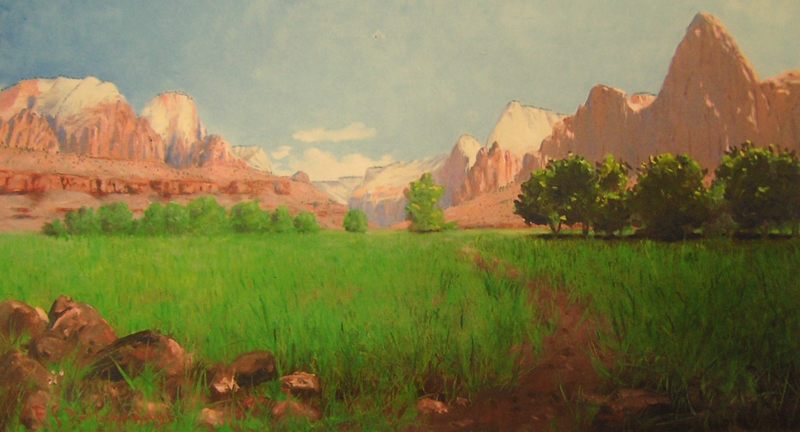
Un dipinto di Frederick Dellenbaugh del 1903, raffigurante lo Zion Canyon.

I dipinti del canyon realizzati da Frederick S. Dellenbaugh furono presentati all'Esposizione mondiale di St. Louis nel 1904 e l'anno seguente un articolo sulla rivista Scribner's Magazine descrisse in modo entusiastico la regione dello Zion Canyon. Questa crescita di interesse e popolarità spinsero il presidente William Howard Taft a proclamare l'istituzione del Monumento nazionale Mukuntuweap il 31 luglio 1909. Nel 1917 il direttore del National Park Service, visitò il canyon e propose di cambiarne il nome in Zion. Il Congresso degli Stati Uniti estese quindi i confini dell'area protetta e costituì il Parco nazionale di Zion il 19 novembre 1919. Il distinto Monumento nazionale di Zion, l'attuale area dei Kolob Canyons, fu istituito il 22 gennaio 1937 e incluso entro i confini del parco nazionale l'11 luglio 1956.
Prima dell'istituzione del parco nazionale i viaggi in quest'area remota erano rari per la mancanza di strutture ricettive e l'assenza di vere strade nello Utah meridionale. Le vecchie piste vennero trasformate nelle prime strade accessibili alle automobili a partire dal 1910 e la strada attraverso il canyon di Zion, fino al Grotto, fu costruita nel 1917.
Nell'estate del 1917 i pullman turistici poterono raggiungere lo Zion canyon e, per offrire alloggio ai primi visitatori, fu creato il Wylie camp. La Utah Parks Company, una società controllata dalla ferrovia Union Pacific, acquistò il Wylie camp nel 1923 e iniziò ad offrire viaggi di 10 giorni in treno e pullman attraverso i canyon di Zion, Bryce, Kaibab e il Grand Canyon. Il complesso dello Zion Lodge fu costruito nel 1925, in sostituzione del Wylie camp. Il progetto, finanziato dalla Utah Parks Company, fu affidato all'architetto Gilbert Stanley Underwood, che realizzò una struttura in "stile rustico".
I lavori di costruzione della superstrada Zion-Mount Carmel iniziarono nel 1927 per consentire il traffico tra Springdale e la parte orientale del parco. La strada fu aperta nel 1930 e questo consentì un notevole incremento delle presenze di visitatori nella regione. Il tratto più noto della superstrada è il tunnel di Zion-Mount Carmel (1,8 km), che ha sei grandi aperture scavate nella roccia. Sul lato meridionale del tunnel una serie di tornanti consentono di scendere sul fondo dello Zion Canyon. Ad est la superstrada di Zion-Mount Carmel termina a Mt. Carmel Junction, dove si congiunge alla Highway 89 e permette ai visitatori di procedere verso altri parchi nazionali, tra cui il Bryce Canyon e il Grand Canyon.

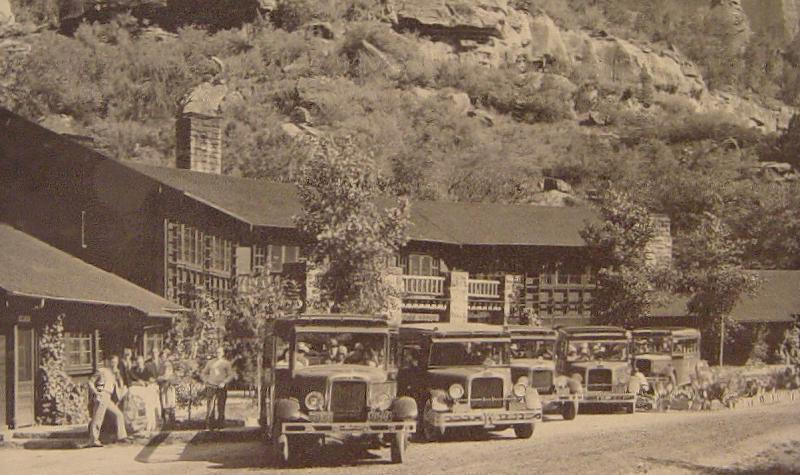
Pullman presso lo Zion Lodge (1929)

Nel 1896 un allevatore locale, John Winder, migliorò le condizioni di un sentiero già usato dai nativi americani, per poter percorrere a cavallo l'Echo canyon. Questo sentiero fu ulteriormente migliorato verso il 1925 e cominciò ad essere conosciuto come East Rim Trail. Sempre nel 1925 furono aperti altri sentieri tra cui quello del West Rim e della Lady Mountain. La strada carrabile che corre sul fondo dello Zion Canyon fu prolungata fino al Tempio di Sinawava e fu creato un sentiero di 1,6 km, fino all'imboccatura delle Gole di Zion. L'anno seguente fu creato il sentiero di Angels Landing e furono costruiti due ponti sospesi sul Virgin River. Il sentiero di Hidden Canyon fu creato nel 1928. I sentieri di West Rim e East Rim furono creati per consentire di essere percorsi a cavallo.
La sede originale dei guardaparco fu costruita presso il Grotto negli anni '20. Un vero e proprio centro visitatori fu edificato negli anni '50, di fronte ai picchi dei Templi e delle Torri della Vergine. A metà degli anni '60 fu costruita la strada dei Kolob Canyons (8 km) per facilitare l'accesso a questa sezione del parco. Nel 1966 il corpo centrale dello Zion Lodge andò distrutto in un incendio ma fu prontamente ricostruito. Gli alloggi risparmiati dal fuoco sono oggi inseriti nel registro nazionale dei siti storici.

### Storia recente
Il 12 aprile 1995 le forti piogge causarono una frana che bloccò il corso del Virgin River all'interno dello Zion Canyon. In solo due ore il fiume erose 190 m dell'unica strada che consentiva di uscire dal canyon, impedendo a 450 turisti e addetti del parco di lasciare lo Zion Lodge. In 24 ore la strada fu ripristinata consentendo il traffico su una sola corsia e permettendo di evacuare le persone rimaste allo Zion Lodge. Una nuova strada temporanea, fu completata il 25 maggio per consentire ai visitatori di accedere al parco durante la stagione estiva. La nuova strada definitiva fu ultimata nella prima metà del 1996.
Le strutture del parco furono ammodernate nel 2000 convertendo il centro visitatori in un museo (Human History Museum), mentre il centro visitatori fu spostato in una nuova struttura alimentata ad energia solare situata presso l'ingresso meridionale del parco.
Sempre nel 2000, per ridurre l'intenso traffico di vetture private sulla strada panoramica che percorre il fondo dello Zion Canyon, fu istituito un servizio di trasporto dei visitatori mediante autobus-navetta a propano. Da aprile ad ottobre la strada dello Zion Canyon è dunque chiusa al traffico privato e i turisti vengono trasportati solo mediante il frequente servizio di autobus.

## Geologia

Stratigrafia della formazioni geologiche visibili all'interno del Parco nazionale di Zion

La storia geologica dello Zion Canyon iniziò 260 milioni di anni fa nei bassi fondali costieri di un grande oceano tropicale del Permiano, posto all'estremità orientale del supercontinente Pangea. Cicli successivi di sedimentazione e litificazione sovrapposero agli originari fondali marini diversi strati geologici. Poiché la sovrapposizione di un nuovo strato causava lo sprofondamento degli strati sottostanti, ogni nuovo strato superficiale si manteneva al livello del mare (isostasia). La fase di sedimentazione terminò 65 milioni di anni fa, quando la prosecuzione dei processi di sollevamento tettonico portò all'innalzamento della massa continentale che venne a formare l'altopiano del Colorado. In seguito a tale sollevamento, si determinarono sforzi di tipo tensionale che portarono alla fratturazione dell'altopiano e alla formazione di faglie di tipo normale.
13 milioni di anni fa una nuova fase tettonica causò lo smembramento dell'altopiano del Colorado, dando origine a una serie di altopiani minori. Nacquero così gli altopiani di Markagunt, Paunsaugunt, Kaibab, Kaiparowits, Paria e Aquarius. La loro disposizione ricorda i gradini di una enorme scalinata (Grand Staircase) che risale dal Grand Canyon verso il Bryce Canyon. Lo Zion Canyon è una profonda incisione nell'altopiano di Markagunt che si trova in posizione intermedia tra il Grand Canyon e il Bryce Canyon. Lo strato più antico dello Zion è dunque lo strato più recente e superficiale del Gand Canyon, mentre lo strato più antico del Bryce Canyon costituisce lo strato più recente dello Zion, riconoscibile alle quote più elevate.
Ogni stratificazione geologica corrisponde ad un mutamento climatico della regione, che si riflette nella diversa composizione del sedimento e conseguentemente nel colore dello strato.

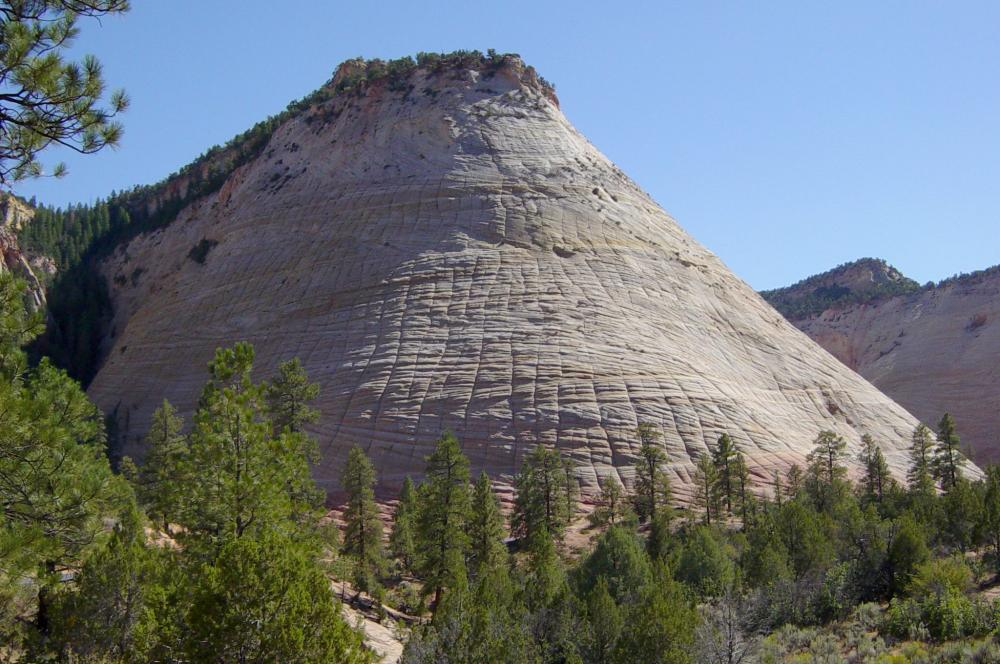
Checkerboard Mesa, un imponente monolite di arenaria dalla particolare geometria a festoni

All'originario clima tropicale umido (formazioni Kaibab e Moenkopi) succedette un clima più arido e al mare, per effetto del sollevamento regionale, si sostituirono aree continentali con presenza di corsi d'acqua, laghi e stagni (formazioni Chinle, Moenave e Kayenta). Il progressivo inaridimento del clima portò alla formazione di un grande deserto di sabbia da cui si originarono le formazioni di arenaria di Navajo e Temple Cap. Un successivo mutamento climatico, riconoscibile negli strati della formazione Carmel, corrispose allo sviluppo di un ambiente costiero con clima asciutto.
Con la successiva e definitiva regressione marina, i corsi d'acqua iniziarono ad incidere gli altopiani e il loro potere di erosione fu favorito dall'incremento della pendenza dell'alveo, determinato dai successivi fenomeni di sollevamento della regione, e dall'abbondanza d'acqua garantita dalle copiose precipitazioni durante le stagioni umide. Nell'altopiano di Markagunt l'azione erosiva del Virgin River ha asportato completamente gli strati superficiali di età cenozoica e inciso le formazioni mesozoiche e paleozoiche creando il canyon dello Zion e mettendo in evidenza una successione di nove formazioni geologiche.

### Stratigrafia delle formazioni geologiche

#### Formazione Kaibab

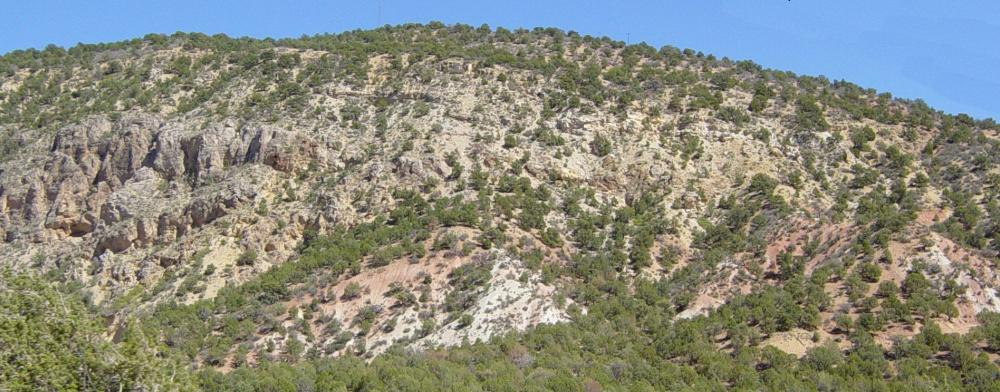
Formazione Kaibab

La formazione Kaibab è costituita da antichi depositi calcarei, talora ricchi di selce, risalenti al Permiano. Questa unità corrisponde alla prima fase di sedimentazione avvenuta sul fondale poco profondo di un mare tropicale, al margine di un vasto oceano. Le rocce che la compongono sono ricche di testimonianze fossili, soprattutto molluschi e spugne silicee.
Questa formazione geologica, la più antica tra quelle riconoscibili nel parco di Zion, è visibile nelle Hurricane Cliffs, presso il centro visitatori dei Kolob Canyons, nel settore nord del parco.
Nella regione del Grand Canyon la formazione Kaibab costituisce invece il livello più recente, profondamente inciso dal corso del fiume Colorado fino ad esporre i termini stratigrafici più antichi.

#### Formazione Moenkopi

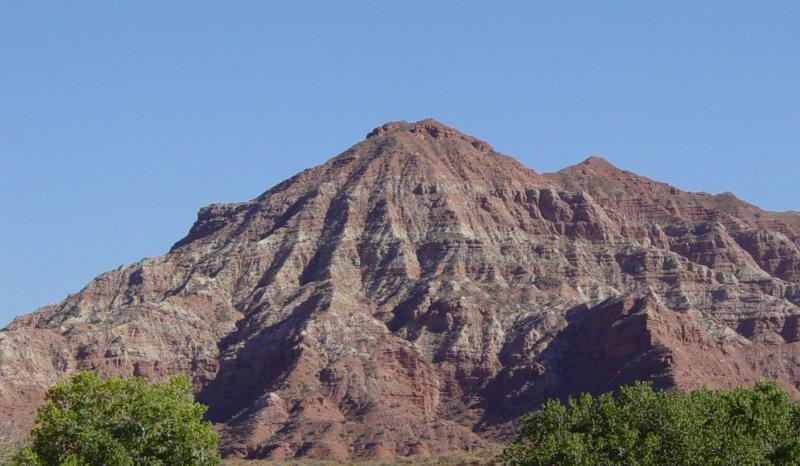
Formazione Moenkopi

La formazione Moenkopi è un livello stratigrafico, dello spessore di circa 550 m, depostosi nel Triassico Inferiore (225 milioni di anni fa). Si tratta di depositi costieri soggetti a fasi di avanzamento e regressione della linea di costa. I sedimenti terrigeni (sabbie, silt e argille) trasportati dai fiumi si mescolarono ai depositi calcarei sul fondo marino, trasformandosi nelle rocce di colore rossastro variegato della formazione Moenkopi. Le massime fasi di regressione marina sono contraddistinte dalla presenza di depositi evaporitici di laguna (gessi).
All'interno del parco questa formazione è visibile nella sezione dei Kolob Canyons a nord, e nelle cime che si incontrano tra le città di Rockville e Virgin a sud.
La formazione Moenkopi costituisce il primo gradino della Grand Staircase, con la scarpata delle Chocolate Cliffs che si elevano sull'altopiano Kaibab.

#### Formazione Chinle

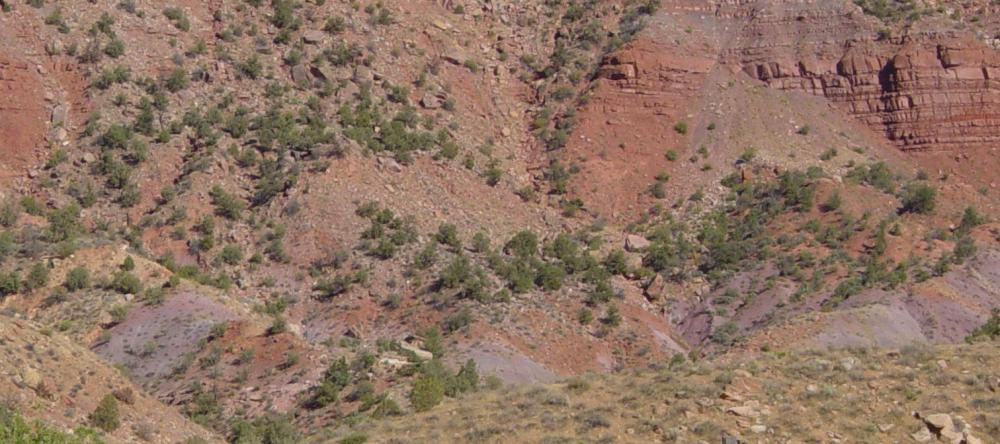
Formazione Chinle

Nel Triassico Superiore una fase regionale di sollevamento tettonico portò all'emersione e alla parziale erosione gli strati della formazione Moenkopi. Questa superficie erosiva, con andamento irregolare, è ricoperta per uno spessore di circa 60 m dai sedimenti prevalentemente terrigeni, varicolori (conglomerati, arenarie, argilliti di ambiente fluviale e lacustre) della formazione Chinle. Seguono verso l'alto depositi arenaceo-pelitici ricchi di cenere vulcanica (circa 100 m). Tutta la formazione è ricca di frammenti fossili di legno silicizzato (testimonianza di antiche foreste), oltre che di resti di vertebrati fossili (rettili e anfibi). Le rocce assumono colorazioni che variano dal viola, rosa, blu, bianco, giallo fino al rosso e sono ricche di minerali di uranio, ferro, manganese.
Nel parco gli strati della formazione Chinle sono visibili nelle rocce violacee che sovrastano la città Rockville.

#### Formazione Moenave

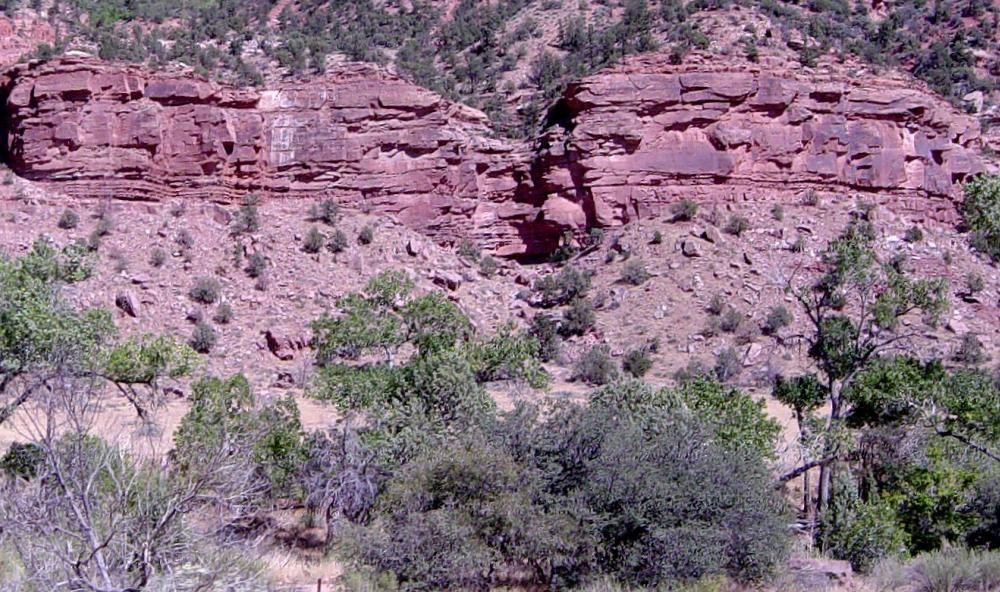
Formazione Moenave

Il progressivo sollevamento tettonico del territorio, durante il Giurassico Inferiore, avvenne in concomitanza con la deposizione della formazione Moenave. I primi sedimenti di questa formazione (spessi da una 65 a circa 170 m) sono arenarie fini e peliti rossastre sottilmente stratificate deposte in un ambiente continentale alluvionale, ricco di corsi d'acqua, acquitrini ed estesi laghi (come testimoniano i diffusi fossili di pesci). Seguono depositi fluviali più franchi, derivati da corsi d'acqua di maggiore importanza (25-50 m circa di spessore). L'ultimo membro della formazione è costituito da depositi prevalentemente argillosi in strati sottili, che indicano condizioni di energia decrescente dell'ambiente.
Le rocce della formazione Moenave sono visibili nel parco negli strati più bassi delle pareti rocciose visibili dallo Zion Human History Museum.

#### Formazione Kayenta

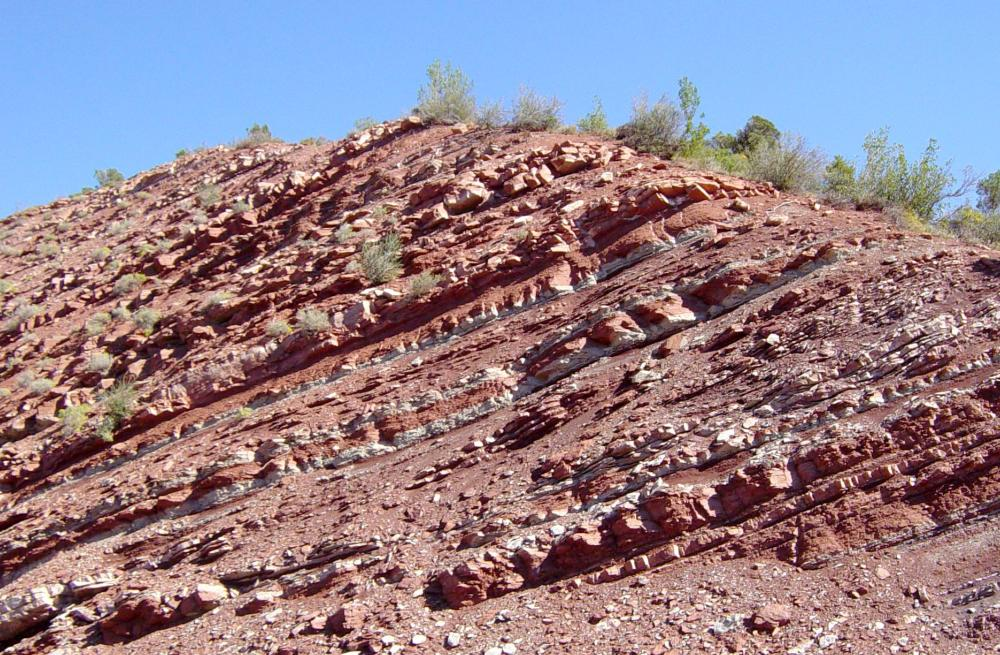
Formazione Kayenta

Con il progressivo inaridimento del clima, la regione si trasformò in un ambiente semidesertico percorso da corsi d'acqua a regime intermittente. I depositi fluviali diedero origine agli strati di arenarie, siltiti e argille della formazione Kayenta, visibili un po' ovunque all'interno dello Zion. Nelle rocce di questa formazione, lungo il ramo sinistro del North Creek, sono state ritrovate numerose impronte fossili di dinosauri sauropodi.
Al di fuori dei confini del parco, la formazione Kayenta costituisce lo strato superiore delle Vermillion Cliffs, nella Grand Staircase.

#### Formazione Navajo

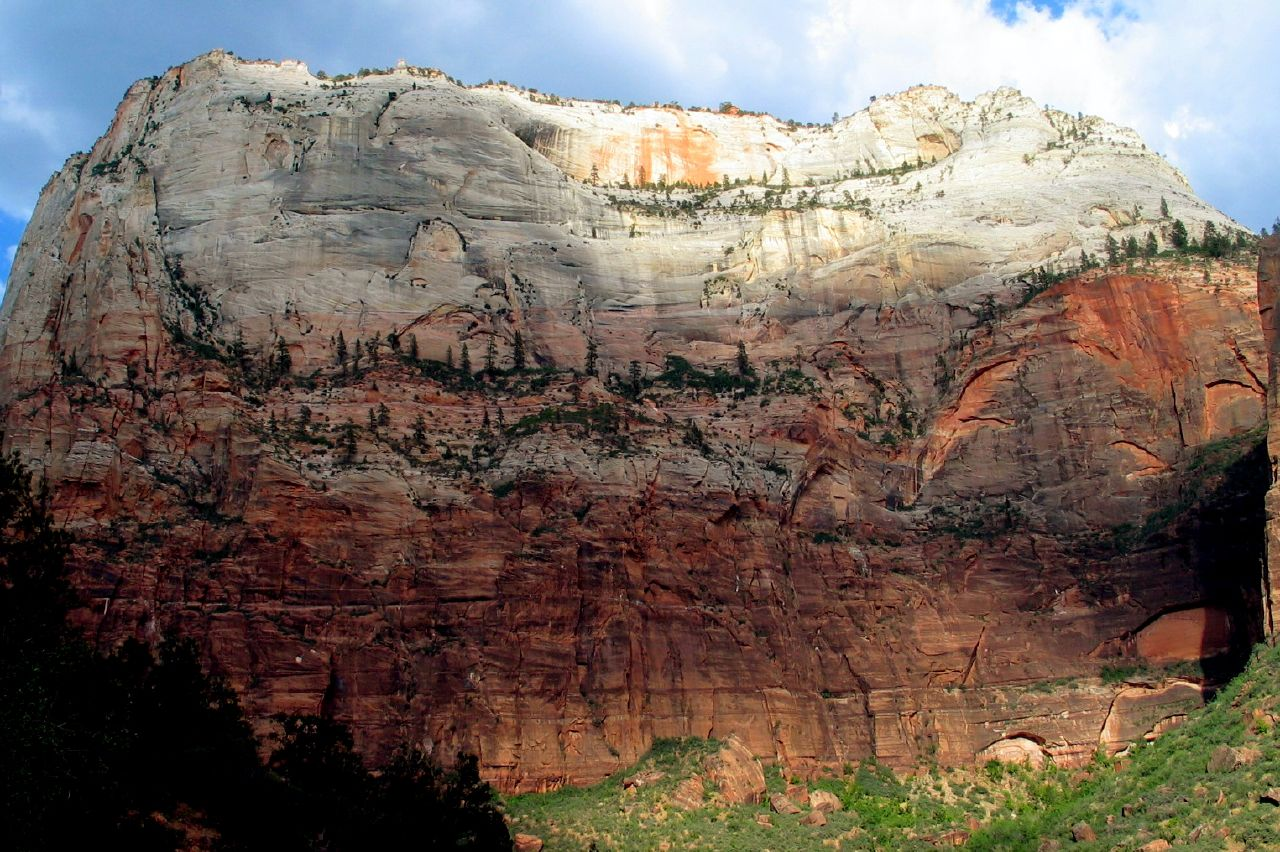
Formazione Navajo

Nel periodo Giurassico, tra 190 e 136 milioni di anni fa, il clima dell'altopiano del Colorado iniziò ad inaridirsi trasformando la parte occidentale del Nord America in un vasto deserto sabbioso, con una superficie di 380000 km². Nell'arco di 10 milioni di anni, circa 175 milioni di anni fa, la sabbia, formata per il 98% da granuli di quarzo, fu trasportata dalle dune costiere verso l'entroterra (nell'attuale Nevada centrale) e si accumulò raggiungendo uno spessore massimo di circa 650 m nell'attuale area dello Zion Canyon (Tempio di Sinawava).

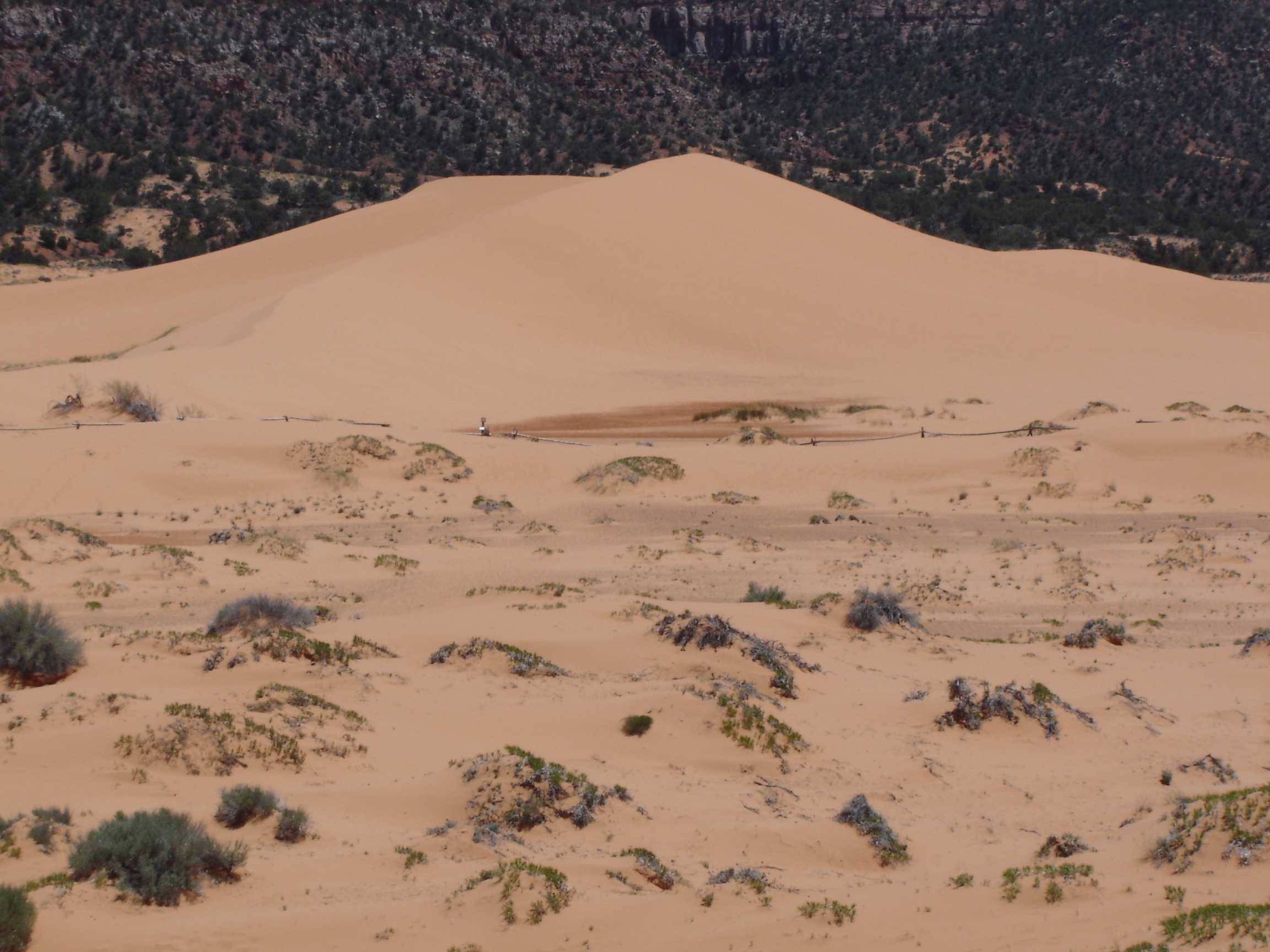
Moderne dune nel parco statale di Coral Pink Sand Dunes

La formazione Navajo si formò dalle dune fossili di questo grande deserto, il cui aspetto era molto simile all'ambiente visibile ancora oggi nel parco statale di Coral Pink Sand Dunes, non lontano dal parco nazionale di Zion. Gli strati che le compongono formano fra loro angoli dovuti ai cambiamenti di direzione del vento che le ha formate e assumono una tipica geometria a festoni (stratificazione incrociata). Gli strati inferiori della formazione hanno una colorazione rossastra dovuta all'ossido di ferro percolato dalla sovrastante formazione Temple Cap, mentre gli strati superiori hanno una colorazione biancastra. Le arenarie che compongono la formazione Navajo si formarono dalla cementificazione di granuli di quarzo con carbonato di calcio, dando origine ad arenarie friabili e porose.
La rocce della formazione Navajo sono quelle maggiormente esposte all'interno dello Zion Canyon, soprattutto nel West Temple e nella Checkerboard Mesa, dove il fenomeno della stratificazione incrociata delle dune fossili che l'hanno formata è particolarmente evidente. I monoliti dello Zion Canyon sono alcune delle formazioni di arenaria più alte del mondo.

#### Formazione Temple Cap

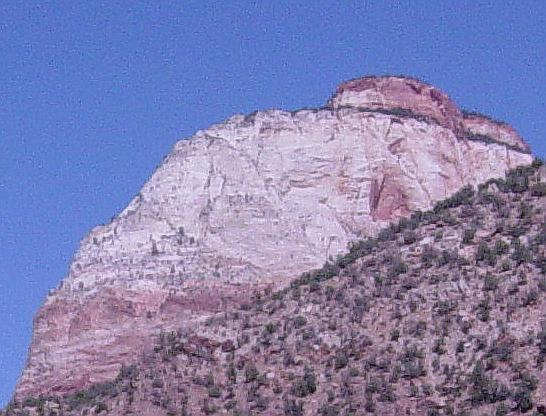
Formazione Temple Cap

Nel Giurassico medio i depositi sabbiosi vennero ricoperti e livellati dai depositi alluvionali prevalentemente argillosi ricchi di ossido di ferro che costituirono la formazione Temple Cap. La sommità di questa formazione è caratterizzata da sottili alternanze di argilla e silt, che indicano il ritorno nella regione di un clima desertico.
Questa formazione è visibile sulle cime dell'East Temple e del West Temple. Le striature rossastre visibili lungo le pareti rocciose dello Zion si formarono per azione della pioggia, che disciolse l'ossido di ferro presente nelle rocce di questa formazione (ad esempio l'Altare del Sacrificio).

#### Formazione Carmel

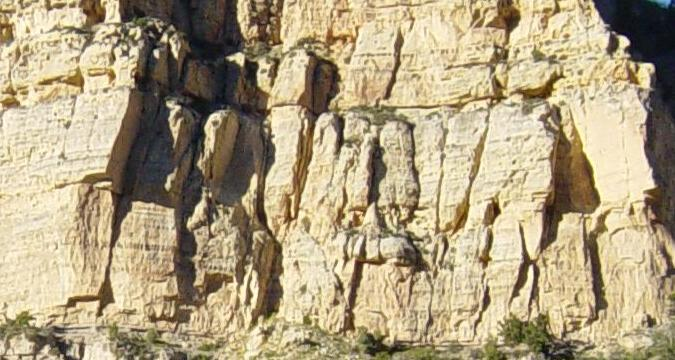
Formazione Carmel

Circa 150 milioni di anni fa, con una nuova trasgressione marina, i depositi di sabbia diventarono il fondale di un mare tropicale poco profondo. Nel Giurassico Medio, questa nuova fase di sedimentazione depositò sugli strati sabbiosi della formazione Temple Cap un sottile deposito calcareo oolitico (30-120 cm) frammisto a sabbia e resti fossili. Il limo calcareo percolò negli strati sepolti sottostanti, cementando in parte le arenarie della formazione Navajo. I depositi siltosi superiori si trasformarono invece nelle rocce calcaree della formazione Carmel per uno spessore di 60-90 m. La formazione Carmel è seguita da una lacuna nella sedimentazione, dovuta al sollevamento e all'erosione dei sedimenti deposti durante il Giurassico Superiore e il Cretaceo Inferiore.
Le rocce della formazione Carmel sono visibili sul monte Horse Ranch nella sezione del parco dei Kolob Canyons e presso Mt. Carmel Junction, nella zona orientale.

#### Formazione Dakota

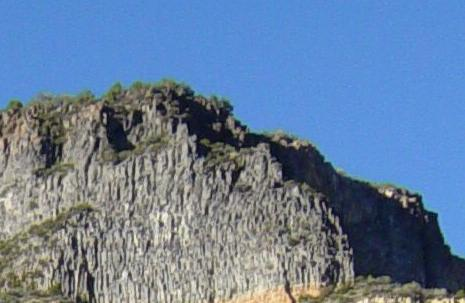
Formazione Dakota

I conglomerati basali e le arenarie fossilifere della formazione Dakota sono visibili sulla cime del monte Horse Ranch. Questa formazione si sedimentò durante il Cretacico ed è la formazione geologica più recente visibile all'interno del parco.
Nel Bryce Canyon le rocce della formazione Dakota costituiscono gli strati più antichi.

## Flora e fauna

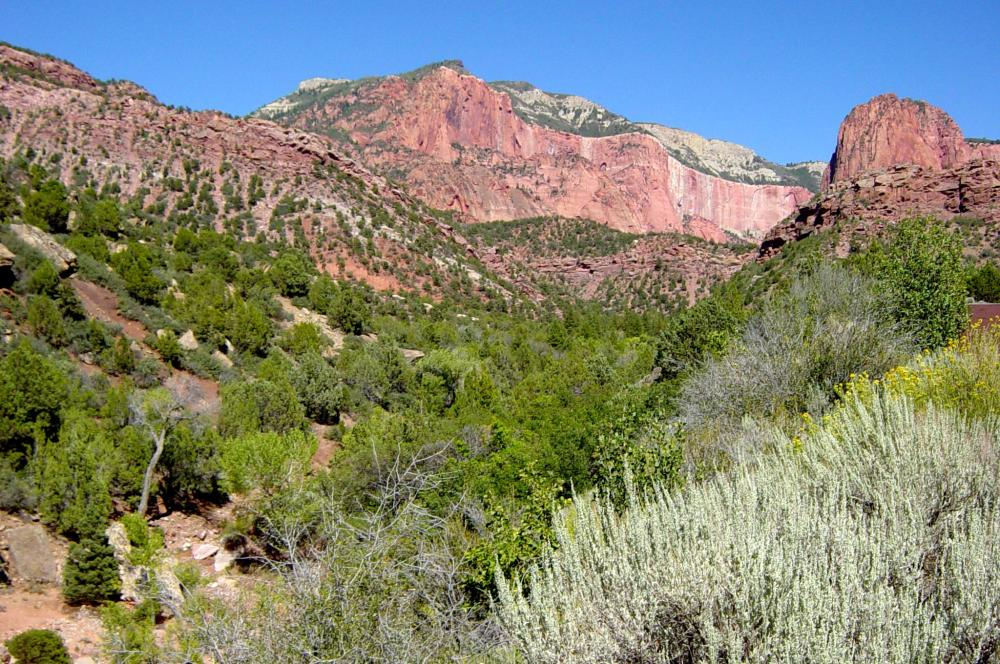
Nel Taylor Creek si possono vedere le specie vegetali presenti nei quattro ambienti tipici del parco

Il territorio del parco è contraddistinto da un elevato grado di biodiversità, reso possibile dalle particolari caratteristiche geografiche e morfologiche. La grande varietà di specie animali e vegetali è favorita dalla posizione del parco, situato nel punto in cui convergono tre vaste regioni geografiche, il Gran Bacino, il deserto del Mojave e l'altopiano del Colorado. Inoltre il paesaggio formato da profondi canyon e tavolati ad alta quota, una notevole varietà di terreni di diversa composizione e una disponibilità d'acqua non omogenea consentono la presenza di habitat diversi che ospitano un elevato numero di piante e animali. Sono presenti oltre 900 specie vegetali, 291 specie di uccelli, di cui 124 nidificanti nell'area del parco, 78 specie di mammiferi, 44 specie di rettili e anfibi, 8 specie di pesci. Il parco è l'area dello Utah con la maggior varietà di piante, da cactus e piante erbacee tipiche delle aree desertiche, ad arbusti e piante ad alto fusto. Piante ed animali sono variamente distribuiti nei quattro macrohabitat presenti nel parco: il deserto, le zone riparie, le aree boschive e le foreste di conifere.

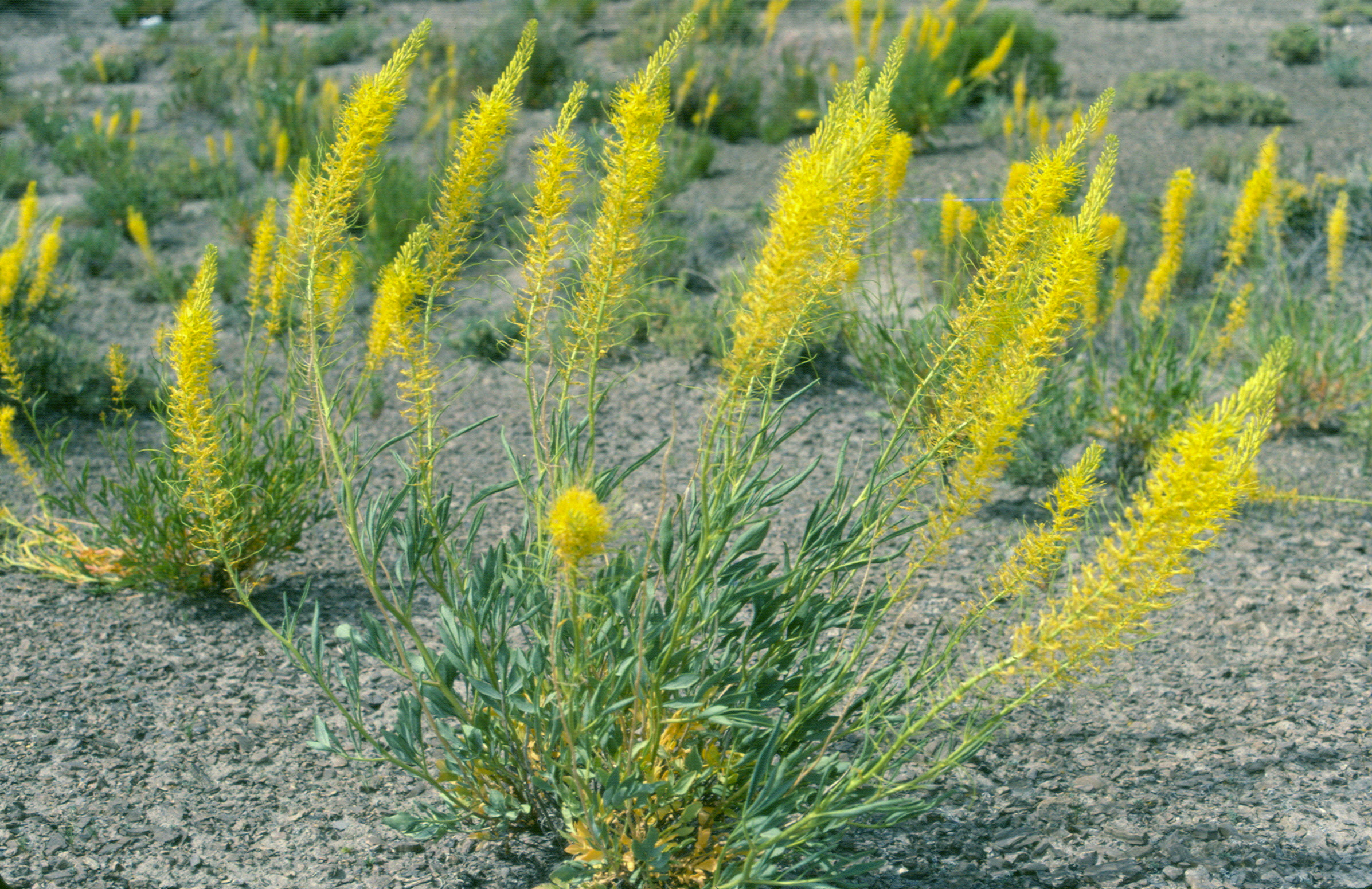
Stanleya pinnata

Alle quote meno elevate, nel fondo dei canyon e in aree prevalentemente rocciose lontane da corsi d'acqua sono presenti specie che si sono adattate ad un clima desertico e sono tipiche delle regioni del Gran Bacino e del deserto del Mojave. Cactacee come Opuntia phaeacantha e Opuntia macrorhiza crescono tra cespugli di Artemisia tridentata e A. filifolia, Chrysothamnus nauseosus, Castilleja chromosa e Datura wrightii. I cactus fioriscono tra maggio e giugno producendo in autunno frutti di colore rosso. Nelle macchie di artemisia crescono varietà erbacee come Sphaeralcea grossulariifolia dai fiori gialli e Abronia fragrans dai fiori bianchi. Castilleja chromosa e Castilleja scabrida, che cresce nelle fessure delle rocce, hanno brattee di colore rosso che nascondono dei piccoli fiori verdi. Nei terreni sabbiosi ricchi di selenio sono diffuse diverse specie del genere Astragalus, tra cui Astragalus zionis e Astragalus flavus dai fiori rosa, e altre varietà di piante erbacee perenni come Stanleya pinnata dai fiori gialli. Nelle parti interne dei canyon, dove il continuo scorrimento d'acqua lungo le pareti rocciose crea dei microhabitat umidi, la roccia è coperta da muschi e capelvenere e vi crescono Dodecatheon pulchellum dai fiori rosa, Aquilegia chrysantha e A. formosa con fiori gialli e l'orchidea Epipactis gigantea.

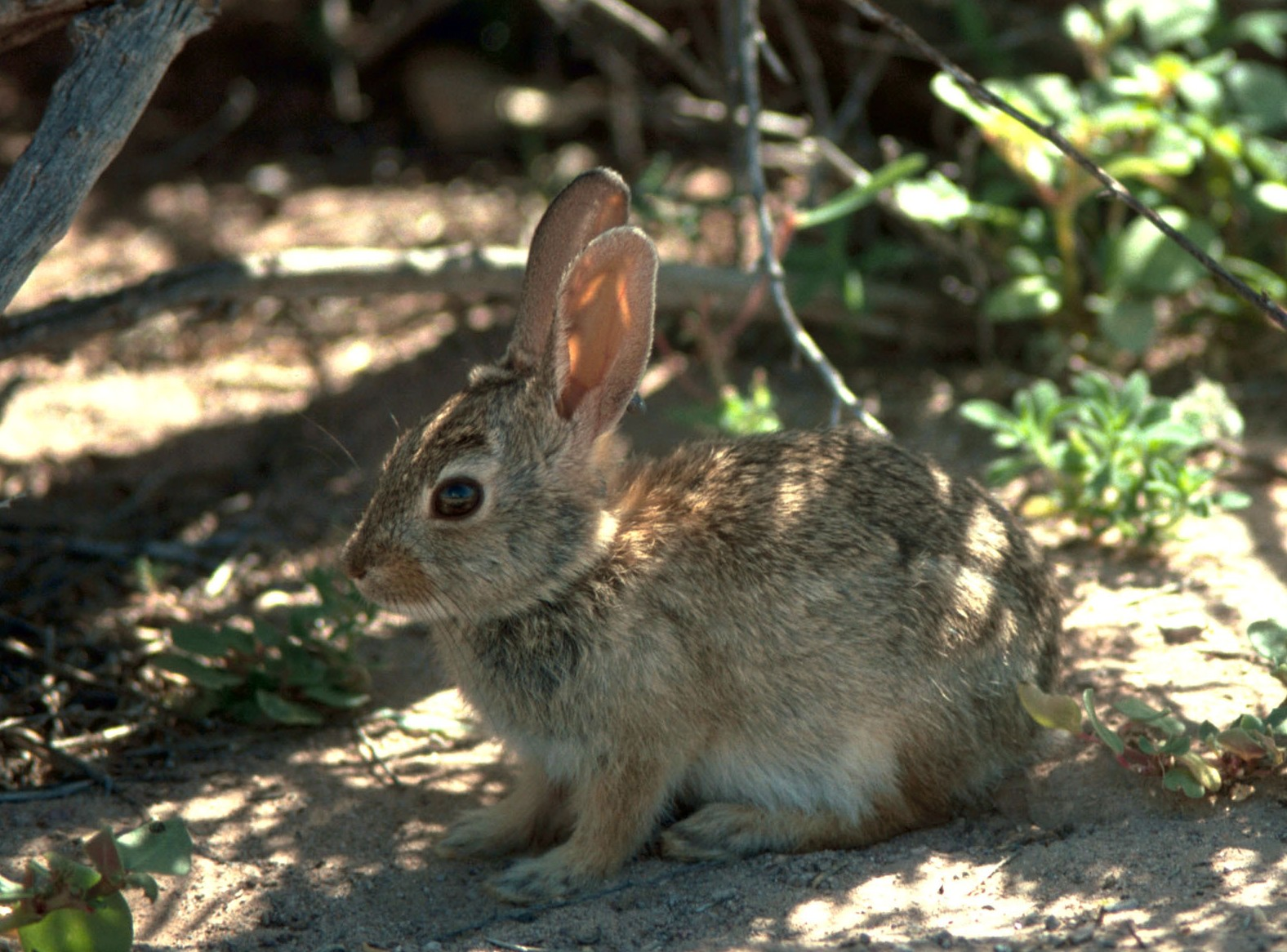
Coniglio del deserto

La maggior parte degli animali che popolano il fondo dei canyon ha abitudini notturne. Sono diffusi il coniglio del deserto, la lepre californiana e il ratto canguro di Merriam. Tra gli animali attivi nelle ore diurne sono visibili scoiattoli terricoli come Spermophilus variegatus, ghiandaie dei pini e lucertole del genere Cnemidophorus. I predatori di queste aree del parco sono il coyote, il bassarisco e la moffetta. Tra i cactus e l'artemisia è possibile scorgere il roadrunner (Geococcyx californianus).

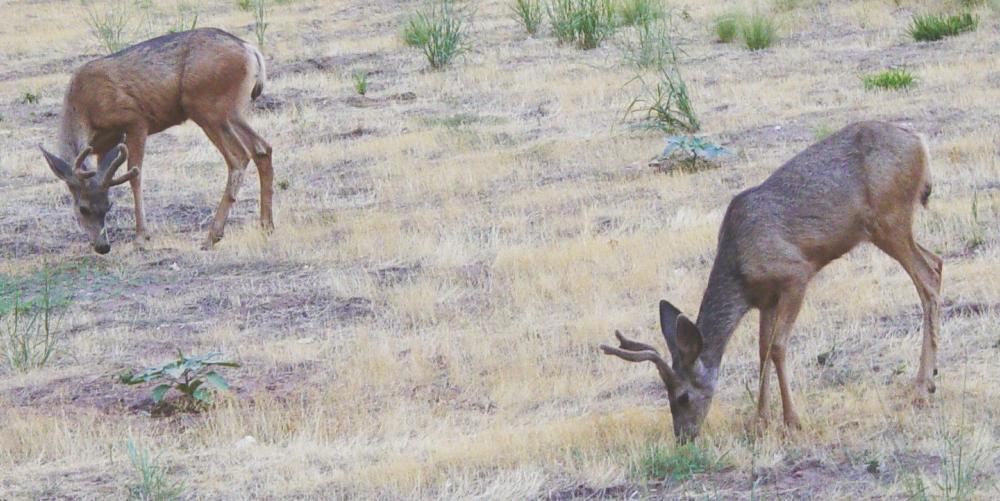
Cervi mulo al pascolo

Lungo i pendii, a quote tra 1200 m e 1700 m, un clima più fresco consente lo sviluppo di rade foreste di Pinus edulis e ginepro con macchie di Quercus turbinella, ericacee come Arctostaphylos pungens dai fiori rosa, rosacee come il pero corvino e Purshia mexicana. Sono diffuse anche due specie di yucca, Yucca baccata e Y. angustissima.

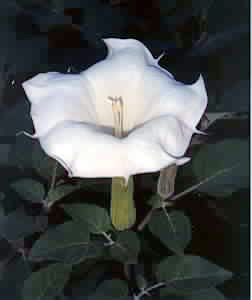
Datura wrightii

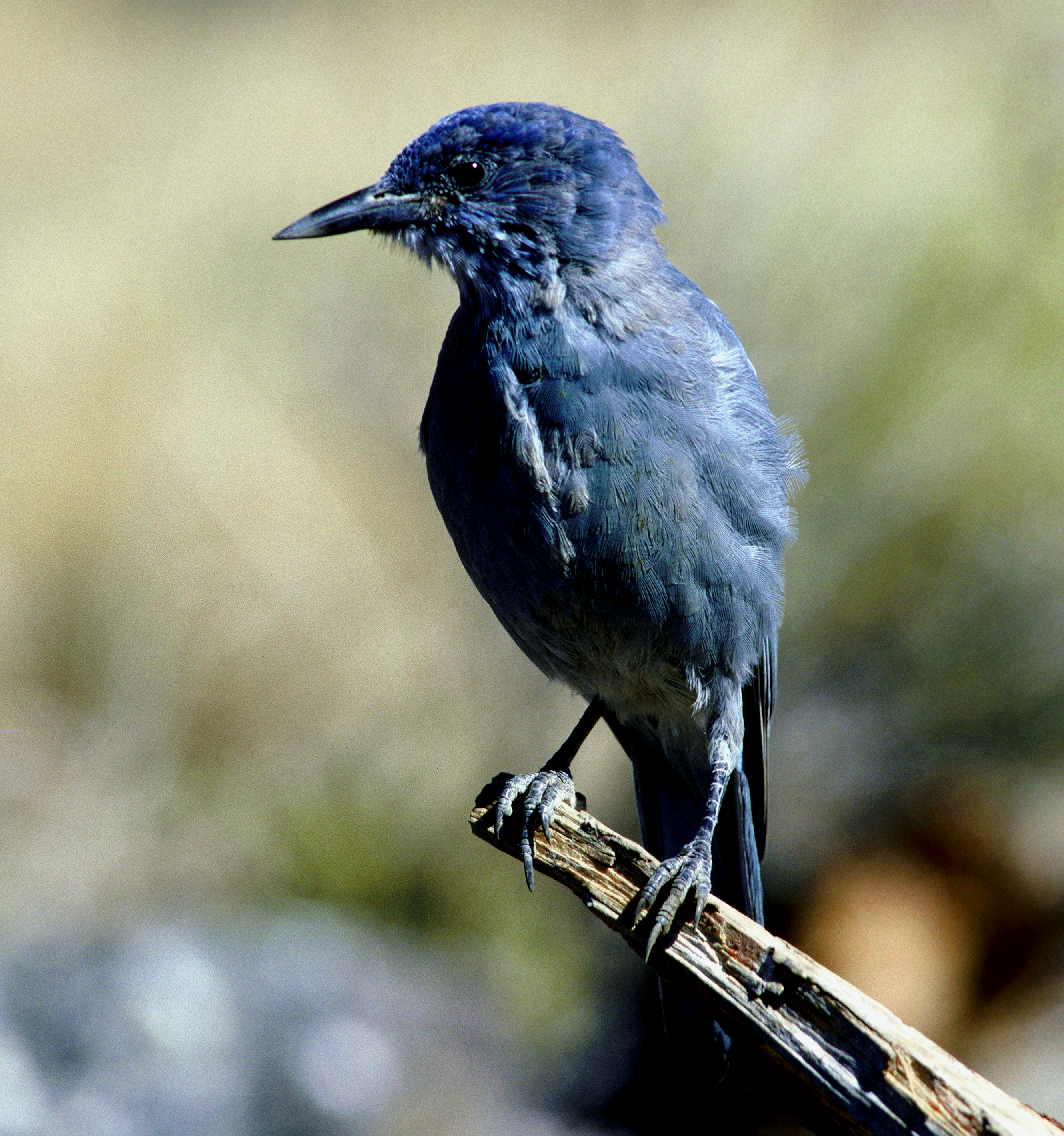
Ghiandaia dei pini

Oltre i 1800 m crescono il pino giallo, la quercia di Gambel e il pioppo tremulo. Nell'altopiano di Kolob si trovano inoltre foreste di abete del Colorado e abete di Douglas.
Nelle zone più elevate del parco è presente il bighorn, reintrodotto di recente, e il puma, il più grande predatore del parco, che si sposta seguendo i branchi di cervi mulo. Nelle foreste di conifere è diffuso il tacchino selvatico.
Si possono inoltre osservare numerose varietà di uccelli, tra cui la poiana della Giamaica, l'aquila reale, il rondone gola bianca, il falco pellegrino, il corvo imperiale e la cornacchia americana. Il condor della California, dopo essere stato reintrodotto nelle Vermillion Cliffs in Arizona, è stato nuovamente avvistato all'interno del parco dal 1999.
Nelle zone riparie crescono boschi di pioppo nero di Fremont, acero americano, frassino e salice, e sono diffusi il castoro e anfibi come il rospo maculato e la raganella dei canyon. Tra gli uccelli molto comune è il pigliamosche grigioazzurro e lo scricciolo dei canyon. I corsi d'acqua sono popolati da una specie endemica di pesce d'acqua dolce, il Lepidomeda mollispinis.
Nel parco si contano inoltre 19 specie di pipistrelli, 9 specie di colibrì e 12 specie di serpenti, delle quali solo il serpente a sonagli è velenoso.

## Turismo

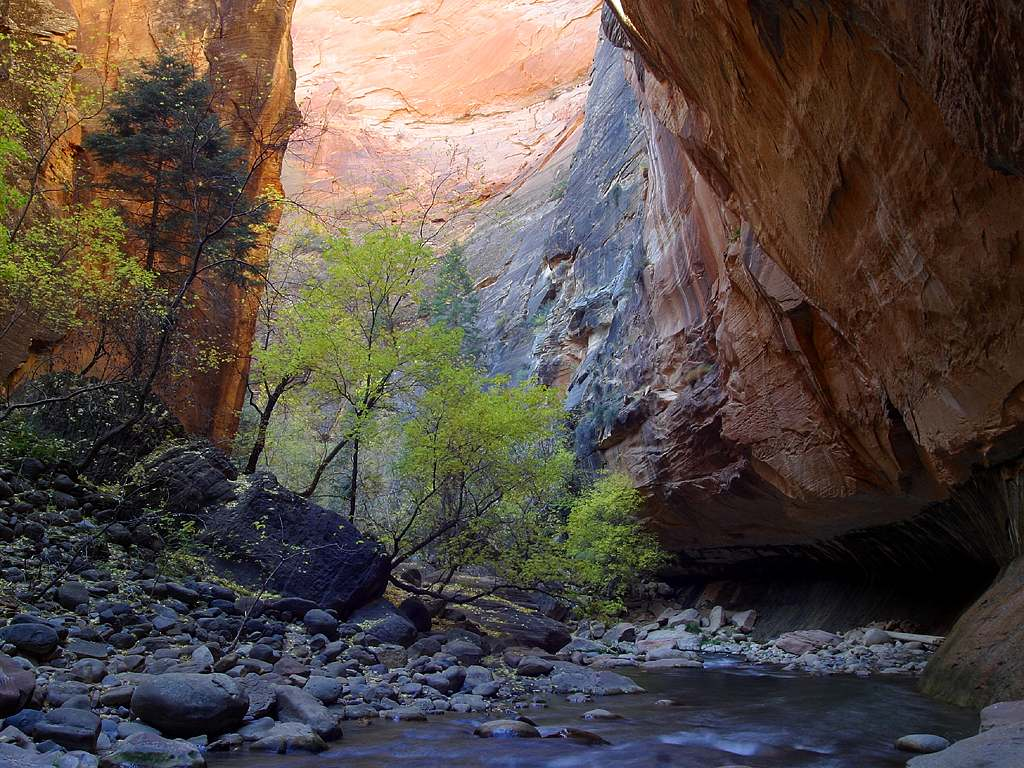
Le Gole di Zion

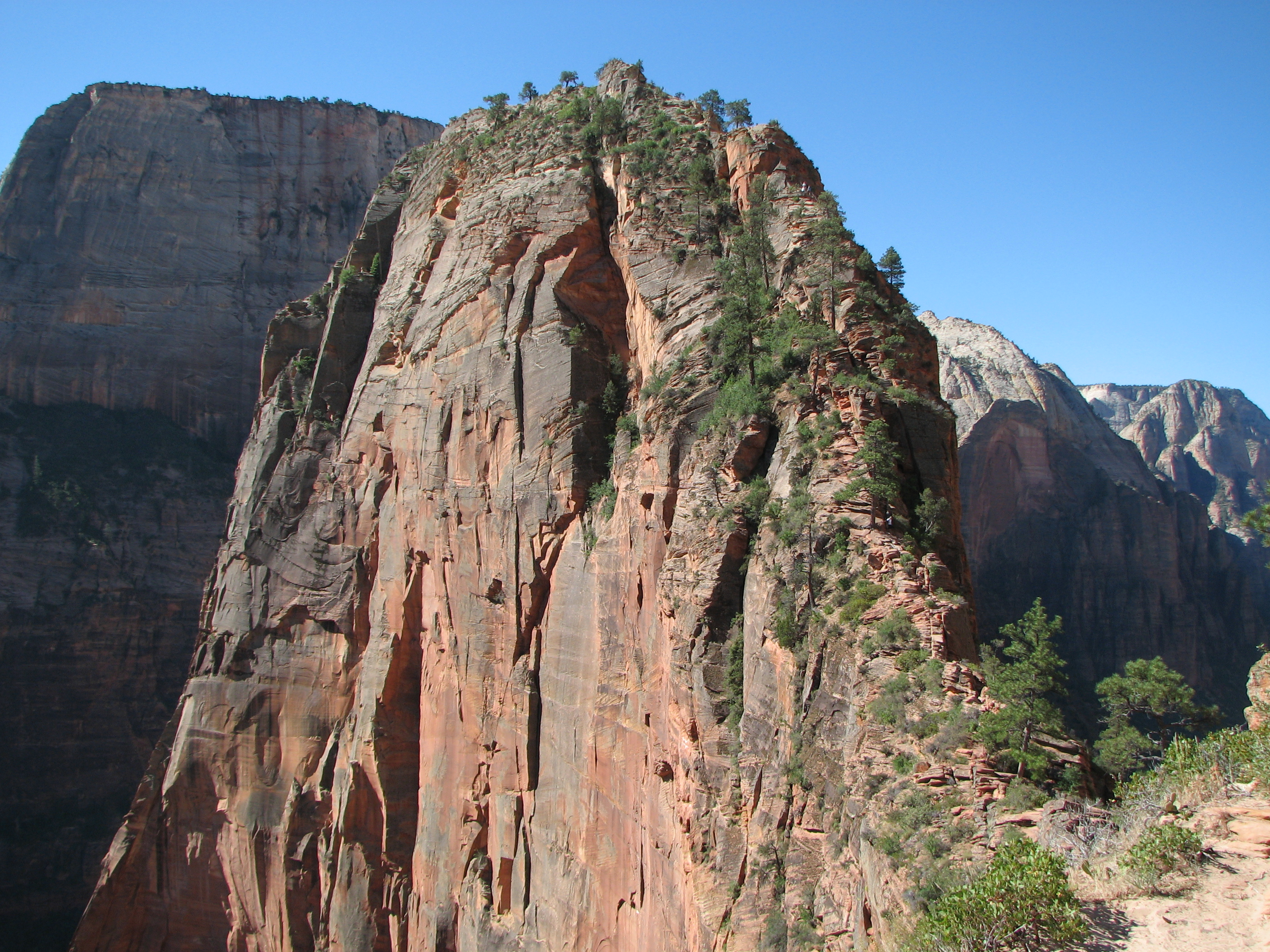
L'Angels Landing con vista del sentiero che sale verso la cima

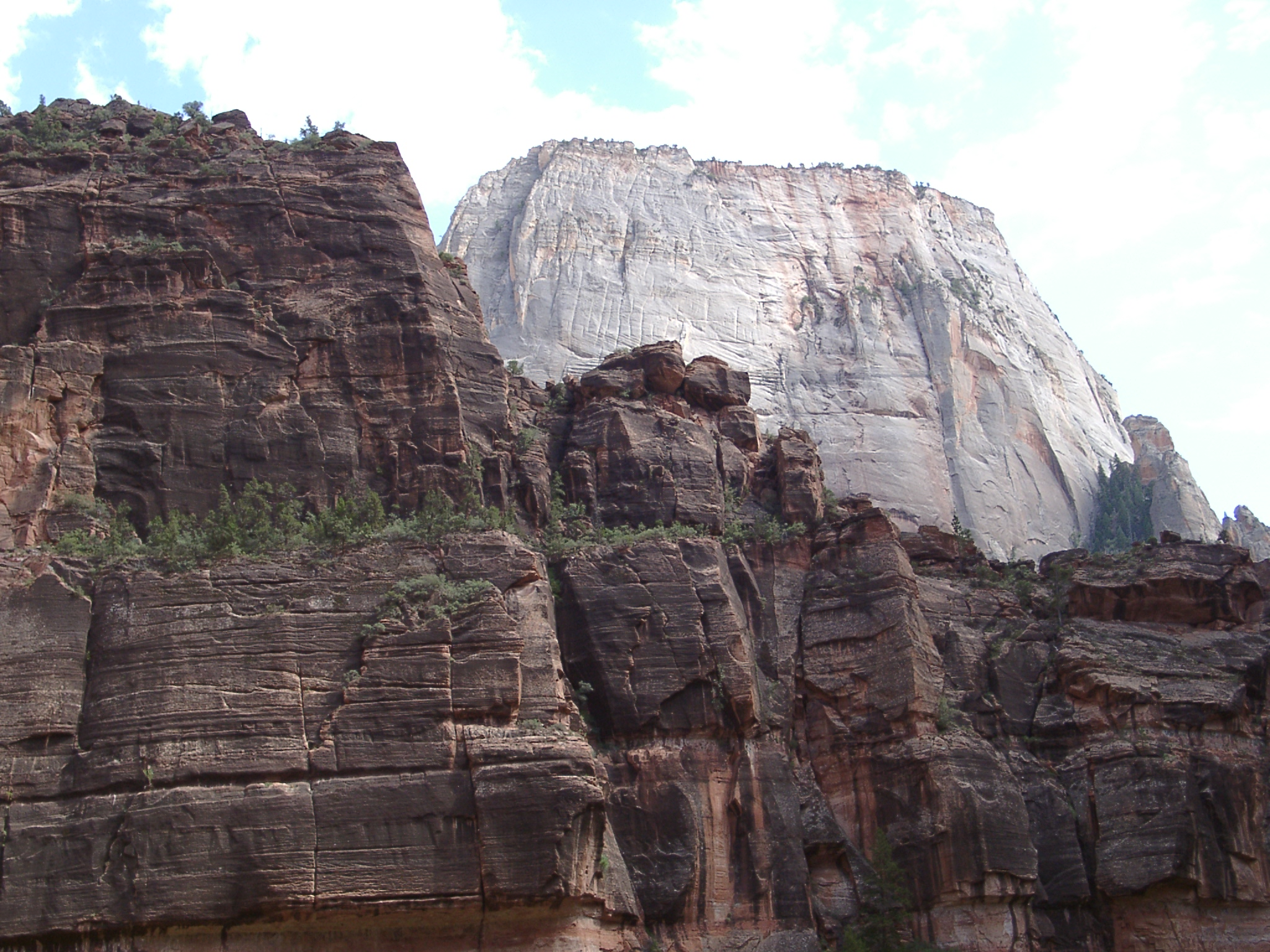
Il Grande Trono Bianco

Ogni anno 2,5 milioni di turisti visitano il Parco nazionale di Zion, con un media di 11 000 presenze giornaliere durante i mesi di luglio e agosto.
Per la maggior parte dei turisti la visita al parco consiste nel percorrere il canyon principale, fino al Tempio di Sinawava, raggiungibile con il servizio gratuito di bus navetta (dal 1º aprile al 31 ottobre), oppure con l'auto privata durante il resto dell'anno. Lungo questo percorso panoramico, dal fondovalle ricoperto di boschi, si possono ammirare alcune tra le più spettacolari formazioni rocciose del parco, come il Watchman, il West Temple e l'East temple, le Torri della Vergine, i Tre Patriarchi e il Grande Trono Bianco.
Inoltrandosi nella parte orientale dello Zion lungo la strada U.S. 89 si può giungere all'entrata nord del Parco nazionale del Bryce Canyon oppure si può procedere verso sud raggiungendo il versante nord del Grand Canyon. Le parti interne del parco sono accessibili attraverso 240 km di sentieri attrezzati. Sette popolari sentieri circolari con un tempo di percorrenza che varia dalla mezz'ora (Weeping Rock) alle 4 ore (Angels Landing) si trovano nello Zion Canyon. Altri due popolari sentieri, Taylor Creek (4 ore complessive) e Kolob Arch (9 ore complessive) si trovano nella sezione dei Kolob Canyons.
Un'escursione molto popolare durante il periodo estivo è la risalita della Gole di Zion (in inglese Zion narrows) dal Tempio di Sinawava. Gli escursionisti più esperti possono scendere le Gole di Zion con un'escursione giornaliera di 12 ore oppure con un'escursione di due giorni, trascorrendo la notte in una delle aree predisposte al campeggio all'interno delle gole. L'escursione di due giorni è subordinata al rilascio di un permesso da parte delle autorità del parco.
Altra note destinazioni per gli escursionisti sono la stretta forra dell'Ordeville Canyon o i sentieri del West Rim e del LaVerkin Creek/Kolob Arch.
Il parco di Zion è una celebre destinazione per gli appassionati di alpinismo e arrampicata libera, con pareti adatte a tutti i livelli di difficoltà. Per arrampicare non sono necessari permessi speciali benché sia necessario chiedere l'autorizzazione per poter bivaccare in parete. In primavera non è consentito arrampicarsi in alcune aree in cui nidificano i rapaci. Nel parco si trovano inoltre 50 pareti attrezzate per la discesa in corda doppia lungo le pareti di arenaria dei canyon. I canyon di maggiore difficoltà prevedono stretti passaggi con inghiottitoi muniti di punti di ancoraggio che devono essere affrontati con adeguata attrezzatura e richiedono buone doti tecniche.
Lo Zion è uno dei luoghi più noti degli Stati Uniti per praticare il torrentismo. Destinazioni come il Pine Creek e il Mistery Canyon furono i primi ad essere percorsi negli anni '50 e '60. L'ultimo percorso ad essere stato aperto è quello dei canali di drenaggio degli Heaps.
Da fine marzo all'inizio di novembre è possibile effettuare escursioni guidate anche a cavallo e prendere parte ad attività serali. Vengono inoltre organizzate attività dedicate espressamente ai bambini da 8 a 12 anni.